# Richard Ayoade
Richard Ayoade (uttal: [ˈrɪtʃərd aɪ.oʊˈɑːdiː]), född 12 juni 1977 i Whipp's Cross, London, är en brittisk komiker, skådespelare, manusförfattare och regissör.
Ayoade har en norsk mor och en nigeriansk far. Han är bland annat känd för sin roll som Moss i komediserien IT-supporten. Han har även medverkat i TV-serien The Mighty Boosh i rollerna som Saboo och Dixon Bainbridge. 2010 debuterade Ayoade som långfilmsregissör med dramakomedin Submarine. Han har även regisserat flera musikvideor till indierockbandet Arctic Monkeys som i sin tur gjorde soundtracket till Submarine. 2012 gjorde Ayoade Hollywooddebut när han spelade en av huvudrollerna i Grannpatrullen mot bland andra Ben Stiller, Vince Vaughn och Jonah Hill. 2013 hade hans andra långfilm The Double premiär.
Han är gift med skådespelaren Lydia Fox, dotter till skådespelaren James Fox och syster till Laurence Fox.

## Filmografi i urval
- 2003–2007 – The Mighty Boosh (TV-serie)
- 2006–2013 – IT-supporten (TV-serie)
- 2009 – Bunny and the Bull
- 2010 – Submarine (regi och manus)
- 2012 – Grannpatrullen
- 2014 – The Double (regi och manus)
- 2014 – The Boxtrolls (röst)
- 2015–2019 – Travel Man (TV-serie)
- 2017 – Paddington 2
- 2018 – Grottmannen Dug (röst)
- 2019 – Lego-filmen 2 (röst)